# Lijst van gemeentelijke monumenten in Delft/Hof van Delft

Wijk 13: Hof van Delft

De wijk Hof van Delft in de gemeente Delft heeft 46 gemeentelijke monumenten; hieronder een overzicht.

## Agnetaparkbuurt
De Agnetaparkbuurt kent 5 gemeentelijke monumenten:
| Object | Bouwjaar  | Architect | Locatie            | Coördinaten                  | Nr.       | Afbeelding |
| --- | --------- | --------- | ------------------ | ---------------------------- | --------- | --- |
| Blok van vier herenhuizen behorende tot de voorname woonhuizen voor de gegoede burgerij. Plastische gevelcompositie en een rijke detaillering van het metselwerk zoals kenmerkend is voor de expressionistische stijl van de Amsterdamse School. | 1914-1916 |           | Heemskerkstraat 13 | 52° 0' 52" NB, 4° 20' 48" OL | 0503/2280 | Blok van vier herenhuizen behorende tot de voorname woonhuizen voor de gegoede burgerij. Plastische gevelcompositie en een rijke detaillering van het metselwerk zoals kenmerkend is voor de expressionistische stijl van de Amsterdamse School. |
| Blok van vier herenhuizen behorende tot de voorname woonhuizen voor de gegoede burgerij. Plastische gevelcompositie en een rijke detaillering van het metselwerk zoals kenmerkend is voor de expressionistische stijl van de Amsterdamse School. | 1914-1916 |           | Heemskerkstraat 15 | 52° 0' 52" NB, 4° 20' 48" OL | 0503/2668 | Blok van vier herenhuizen behorende tot de voorname woonhuizen voor de gegoede burgerij. Plastische gevelcompositie en een rijke detaillering van het metselwerk zoals kenmerkend is voor de expressionistische stijl van de Amsterdamse School. |
| Blok van vier herenhuizen behorende tot de voorname woonhuizen voor de gegoede burgerij. Plastische gevelcompositie en een rijke detaillering van het metselwerk zoals kenmerkend is voor de expressionistische stijl van de Amsterdamse School. | 1914-1916 |           | Heemskerkstraat 17 | 52° 0' 52" NB, 4° 20' 48" OL | 0503/2669 | Blok van vier herenhuizen behorende tot de voorname woonhuizen voor de gegoede burgerij. Plastische gevelcompositie en een rijke detaillering van het metselwerk zoals kenmerkend is voor de expressionistische stijl van de Amsterdamse School. |
| Blok van vier herenhuizen behorende tot de voorname woonhuizen voor de gegoede burgerij. Plastische gevelcompositie en een rijke detaillering van het metselwerk zoals kenmerkend is voor de expressionistische stijl van de Amsterdamse School. | 1914-1916 |           | Heemskerkstraat 19 | 52° 0' 52" NB, 4° 20' 48" OL | 0503/2670 | Blok van vier herenhuizen behorende tot de voorname woonhuizen voor de gegoede burgerij. Plastische gevelcompositie en een rijke detaillering van het metselwerk zoals kenmerkend is voor de expressionistische stijl van de Amsterdamse School. |
| Watergemaal in een stijl die invloeden toont van zowel de expressionistische stijl van de Amsterdamse school als van het zakelijke Nieuwe Bouwen.                                                                                                | ca. 1935  |           | Van Houtenstraat 3 | 52° 0' 51" NB, 4° 20' 43" OL | 0503/2352 | Meer afbeeldingen |

## Krakeelpolder
De buurt Krakeelpolder kent 2 gemeentelijke monumenten:
| Object                                                                                  | Bouwjaar  | Architect               | Locatie                        | Coördinaten                 | Nr.       | Afbeelding                                                                              |
| --------------------------------------------------------------------------------------- | --------- | ----------------------- | ------------------------------ | --------------------------- | --------- | --------------------------------------------------------------------------------------- |
| Woongebouw Elvira, in functionalistische stijl.                                         | 1960-1964 | Van den Broek en Bakema | Jacoba van Beierenlaan 95a-233 | 52° 0' 6" NB, 4° 20' 59" OL | 0503/2224 | Woongebouw Elvira, in functionalistische stijl.                                         |
| Schoolgebouw voor lager Montessori-onderwijs, structuralistisch in opzet en vormgeving. | 1960-1966 | H. Hertzberger          | Jacoba van Beierenlaan 166     | 52° 0' 6" NB, 4° 20' 56" OL | 0503/2225 | Schoolgebouw voor lager Montessori-onderwijs, structuralistisch in opzet en vormgeving. |

## Ministersbuurt-Oost
De buurt Ministersbuurt-Oost kent 15 gemeentelijke monumenten:
| Object | Bouwjaar  | Architect | Locatie              | Coördinaten                 | Nr.       | Afbeelding |
| --- | --------- | --------- | -------------------- | --------------------------- | --------- | --- |
| Linker helft van een dubbel woonhuis in een eclectische chaletstijl | ca. 1885  |           | Laan van Overvest 1d | 52° 0' 43" NB, 4° 21' 5" OL | 0503/2297 | Linker helft van een dubbel woonhuis in een eclectische chaletstijl                                                    |
| Rechter helft van een dubbel woonhuis in een eclectische chaletstijl | ca. 1885  |           | Laan van Overvest 3  | 52° 0' 43" NB, 4° 21' 5" OL | 0503/2730 | Rechter helft van een dubbel woonhuis in een eclectische chaletstijl                                                   |
| Linker helft van een dubbel woonhuis in een eclectische chaletstijl | ca. 1885  |           | Laan van Overvest 5  | 52° 0' 43" NB, 4° 21' 4" OL | 0503/2298 | Linker helft van een dubbel woonhuis in een eclectische chaletstijl                                                    |
| Theekoepel in Lodewijk XIV-stijl. Oorspronkelijk vrijstaand, nu verbonden met woonhuis en garage uit 1959.                                                                                                   | ca. 1740  |           | Laan van Overvest 10 | 52° 0' 45" NB, 4° 21' 5" OL | 0503/2299 | Upload foto |
| Woonhuis, gebouwd in een eclectische chaletstijl | ca. 1885  |           | Laan van Overvest 11 | 52° 0' 42" NB, 4° 21' 3" OL | 0503/2300 | Woonhuis, gebouwd in een eclectische chaletstijl                                                                       |
| Woonhuis uit ca. 1880 / 1926 met achtkantige uitbouw waarvan de onderbouw wordt gevormd door een 18e-eeuwse theekoepel. De koepel is opgehoogd in 1926 en 1993. Met verschillende recente uit- en aanbouwen. | 1880-1926 |           | Laan van Overvest 24 | 52° 0' 44" NB, 4° 21' 4" OL | 0503/2302 | Upload foto |
| Woonhuis, waarin opgenomen 18e-eeuwse tuinkoepel en aanbouw, ingrijpend verbouwd in 1988. | 1700-1799 |           | Laan van Overvest 28 | 52° 0' 44" NB, 4° 21' 3" OL | 0503/2303 | Upload foto |
| Woonhuis met theekoepel en aanbouw, met 18e-eeuwse kern. Uitgebreid in 1933 in traditionele stijl. | 1700-1799 |           | Laan van Overvest 42 | 52° 0' 43" NB, 4° 21' 1" OL | 0503/2304 | Upload foto |
| Herenhuis, linkerdeel van een dubbel woonhuis in neorenaissance stijl | 1895      | J.R. Vos  | Spoorsingel 78       | 52° 0' 48" NB, 4° 21' 4" OL | 0503/2344 | Herenhuis, linkerdeel van een dubbel woonhuis in neorenaissance stijl                                                  |
| Herenhuis, rechterdeel van een dubbel woonhuis in neorenaissance stijl | 1895      | J.R. Vos  | Spoorsingel 79       | 52° 0' 48" NB, 4° 21' 4" OL | 0503/2732 | Herenhuis, rechterdeel van een dubbel woonhuis in neorenaissance stijl                                                 |
| Herenhuis, onderdeel van een complex van vijf woonhuizen in neorenaissancestijl met op onderdelen neogotische details.                                                                                       | 1895      | J.R. Vos  | Spoorsingel 80       | 52° 0' 48" NB, 4° 21' 4" OL | 0503/2345 | Herenhuis, onderdeel van een complex van vijf woonhuizen in neorenaissancestijl met op onderdelen neogotische details. |
| Herenhuis, onderdeel van een complex van vijf woonhuizen in neorenaissancestijl met op onderdelen neogotische details.                                                                                       | 1895      | J.R. Vos  | Spoorsingel 81       | 52° 0' 48" NB, 4° 21' 3" OL | 0503/2733 | Herenhuis, onderdeel van een complex van vijf woonhuizen in neorenaissancestijl met op onderdelen neogotische details. |
| Herenhuis, onderdeel van een complex van vijf woonhuizen in neorenaissancestijl met op onderdelen neogotische details.                                                                                       | 1895      | J.R. Vos  | Spoorsingel 82       | 52° 0' 48" NB, 4° 21' 3" OL | 0503/2734 | Herenhuis, onderdeel van een complex van vijf woonhuizen in neorenaissancestijl met op onderdelen neogotische details. |
| Herenhuis, onderdeel van een complex van vijf woonhuizen in neorenaissancestijl met op onderdelen neogotische details.                                                                                       | 1895      | J.R. Vos  | Spoorsingel 83       | 52° 0' 49" NB, 4° 21' 3" OL | 0503/2735 | Herenhuis, onderdeel van een complex van vijf woonhuizen in neorenaissancestijl met op onderdelen neogotische details. |
| Herenhuis, onderdeel van een complex van vijf woonhuizen in neorenaissancestijl met op onderdelen neogotische details.                                                                                       | 1895      | J.R. Vos  | Spoorsingel 84       | 52° 0' 49" NB, 4° 21' 3" OL | 0503/2736 | Herenhuis, onderdeel van een complex van vijf woonhuizen in neorenaissancestijl met op onderdelen neogotische details. |

## Olofsbuurt
De buurt Olofsbuurt kent 14 gemeentelijke monumenten:
| Object | Bouwjaar | Architect         | Locatie                 | Coördinaten                  | Nr.       | Afbeelding |
| --- | -------- | ----------------- | ----------------------- | ---------------------------- | --------- | --- |
| Woonhuis in een expressionistische baksteenarchitectuur. | ca. 1930 |                   | Adriaan Pauwstraat 52   | 52° 0' 33" NB, 4° 20' 55" OL | 0503/2254 | Meer afbeeldingen |
| Pakhuis met bovenwoning in Jugendstil | 1906     | N.C. Giltay       | Buitenwatersloot 28/28a | 52° 0' 31" NB, 4° 21' 13" OL | 0503/2256 | Upload foto |
| Vroeg-zeventiende-eeuws woonhuis met negentiende-eeuwse voorgevel | 1600     |                   | Buitenwatersloot 220    | 52° 0' 24" NB, 4° 20' 59" OL | 0503/2270 | Upload foto |
| Boven- en benedenwoning, onderdeel van een blok van acht beneden- en bovenwoningen in art-nouveaustijl. | 1900     | C.J.L. Kersbergen | Havenstraat 16-18       | 52° 0' 34" NB, 4° 21' 13" OL | 0503/2284 | Upload foto |
| Boven- en benedenwoning, onderdeel van een blok van acht beneden- en bovenwoningen in art-nouveaustijl. | 1900     | C.J.L. Kersbergen | Hugo de Grootplein 2    | 52° 0' 34" NB, 4° 21' 13" OL | 0503/2727 | Boven- en benedenwoning, onderdeel van een blok van acht beneden- en bovenwoningen in art-nouveaustijl. |
| Boven- en benedenwoning, onderdeel van een blok van acht beneden- en bovenwoningen in art-nouveaustijl. | 1900     | C.J.L. Kersbergen | Hugo de Grootplein 3-4  | 52° 0' 34" NB, 4° 21' 13" OL | 0503/2728 | Boven- en benedenwoning, onderdeel van een blok van acht beneden- en bovenwoningen in art-nouveaustijl. |
| Boven- en benedenwoning, onderdeel van een blok van acht beneden- en bovenwoningen in art-nouveaustijl. | 1900     | C.J.L. Kersbergen | Hugo de Grootplein 5-6  | 52° 0' 34" NB, 4° 21' 13" OL | 0503/2729 | Boven- en benedenwoning, onderdeel van een blok van acht beneden- en bovenwoningen in art-nouveaustijl. |
| Trafohuisje in rationalistische bouwstijl met de daarvoor typische accentuering van constructieve onderdelen. | ca. 1915 |                   | Hugo de Grootplein 7    | 52° 0' 34" NB, 4° 21' 12" OL | 0503/2285 | Trafohuisje in rationalistische bouwstijl met de daarvoor typische accentuering van constructieve onderdelen. |
| Woonhuis in een historiserende stijl met op onderdelen invloeden van neogotiek en art nouveau. | 1905     |                   | Hugo de Grootstraat 11  | 52° 0' 35" NB, 4° 21' 15" OL | 0503/2286 | Upload foto |
| Pand, onderdeel van blokje met bedrijfsruimte en bovenwoningen, gebouwd in een rijke eclectische bouwtrant met elementen uit neorenaissance, neogotiek en neoclassicsime. Het vormt een bouwkundige eenheid met Spoorsingel 2, maar heeft op onderdelen een andere gevelarchitectuur. | 1896     |                   | Spoorsingel 1/1a/1b     | 52° 0' 32" NB, 4° 21' 16" OL | 0503/1888 | Pand, onderdeel van blokje met bedrijfsruimte en bovenwoningen, gebouwd in een rijke eclectische bouwtrant met elementen uit neorenaissance, neogotiek en neoclassicsime. Het vormt een bouwkundige eenheid met Spoorsingel 2, maar heeft op onderdelen een andere gevelarchitectuur. |
| Pand, onderdeel van blokje met bedrijfsruimte en woningen, in een rijke eclectische bouwtrant met elementen uit neorenaissance, neogotiek en neoclassicisme. Het vormt met Spoorsingel 1-1a een bouwkundige eenheid maar heeft op onderdelen een afwijkende gevelarchitectuur.        | 1896     |                   | Spoorsingel 2           | 52° 0' 32" NB, 4° 21' 16" OL | 0503/1889 | Pand, onderdeel van blokje met bedrijfsruimte en woningen, in een rijke eclectische bouwtrant met elementen uit neorenaissance, neogotiek en neoclassicisme. Het vormt met Spoorsingel 1-1a een bouwkundige eenheid maar heeft op onderdelen een afwijkende gevelarchitectuur.        |
| Woonhuis in neorenaissancestijl | ca. 1890 |                   | Spoorsingel 4-4a        | 52° 0' 33" NB, 4° 21' 16" OL | 0503/2333 | Woonhuis in neorenaissancestijl |
| Woonhuis in neorenaissancestijl | 1887     |                   | Spoorsingel 14          | 52° 0' 36" NB, 4° 21' 17" OL | 0503/2336 | Woonhuis in neorenaissancestijl |
| Woonhuis in eclectische stijl | ca. 1863 |                   | Spoorsingel 57          | 52° 0' 42" NB, 4° 21' 10" OL | 0503/2342 | Meer afbeeldingen |

## Westeindebuurt
De buurt Westeindebuurt kent 1 gemeentelijk monument:
| Object | Bouwjaar  | Architect         | Locatie          | Coördinaten                  | Nr.       | Afbeelding        |
| --- | --------- | ----------------- | ---------------- | ---------------------------- | --------- | ----------------- |
| Kapel en patershuis voor docenten en leerlingen van het Sint Stanislascollege in traditionalistische, op laat-klassieke, vroegchristelijke kerkbouw geïnspireerde stijl | 1955-1956 | J.A. Van der Laan | Westplantsoen 73 | 52° 0' 31" NB, 4° 20' 42" OL | 0503/2233 | Meer afbeeldingen |

## Westerkwartier
De buurt Westerkwartier kent 9 gemeentelijke monumenten:
| Object | Bouwjaar  | Architect          | Locatie                                      | Coördinaten                  | Nr.       | Afbeelding |
| --- | --------- | ------------------ | -------------------------------------------- | ---------------------------- | --------- | --- |
| Voormalig pakhuis in traditionele stijl | ca. 1870  |                    | Buitenwatersloot 27                          | 52° 0' 30" NB, 4° 21' 14" OL | 0503/2255 | Voormalig pakhuis in traditionele stijl                                                                                          |
| Tuinhuis met 18e-eeuwse kern | 1700-1799 |                    | Achterterrein van Buitenwatersloot 29        | 52° 0' 30" NB, 4° 21' 14" OL | 0503/2257 | Upload foto |
| Pakhuis in traditionele stijl | ca. 1890  |                    | Buitenwatersloot 49                          | 52° 0' 29" NB, 4° 21' 12" OL | 0503/2259 | Pakhuis in traditionele stijl |
| Voormalige slagerij met bovenwoning in neorenaissancestijl | 1895      |                    | Buitenwatersloot 161                         | 52° 0' 26" NB, 4° 21' 4" OL  | 0503/2266 | Voormalige slagerij met bovenwoning in neorenaissancestijl                                                                       |
| Hoekpand met beneden- en bovenwoningen in neorenaissancestijl. | 1894      |                    | Buitenwatersloot 165/v Bleijswijckstraat 1-5 | 52° 0' 25" NB, 4° 21' 3" OL  | 0503/2268 | Upload foto |
| Woning voor de hoofdonderwijzer van de vroeger naastgelegen gemeenteschool, vorm gegeven in sobere traditionele baksteenarchitectuur met enkele opvallende decoratieve accenten. | 1881      | C.J. de Bruyn Kops | Raamstraat 16                                | 52° 0' 23" NB, 4° 21' 17" OL | 0503/2311 | Meer afbeeldingen |
| Gebouw van de voormalige Burgeravondschool in neorenaissance stijl. | 1891      |                    | Raamstraat 45                                | 52° 0' 21" NB, 4° 21' 15" OL | 0503/2312 | Gebouw van de voormalige Burgeravondschool in neorenaissance stijl.                                                              |
| Kerk van St. Nicholaas en Gezellen, in neoromaanse stijl gebouwde kruiskerk. | 1910      | Jaques van Gils    | Raamstraat 78                                | 52° 0' 20" NB, 4° 21' 11" OL | 0503/1818 | Meer afbeeldingen |
| Voormalige pastorie behorend bij de kerk van St. Nicholaas en Gezellen in een bouwstijl die beïnvloed is door de neorenaissance.                                                 | ca. 1910  | Jaques van Gils    | Raamstraat 78                                | 52° 0' 20" NB, 4° 21' 11" OL | 0503/1819 | Voormalige pastorie behorend bij de kerk van St. Nicholaas en Gezellen in een bouwstijl die beïnvloed is door de neorenaissance. |